# Dwayne Harris
Dwayne Lenard Harris (Atlanta, 16 settembre 1987) è un ex giocatore di football americano statunitense che ha giocato nel ruolo di wide receiver nella National Football League (NFL). Fu scelto nel corso del sesto giro (176º assoluto) del Draft NFL 2011 dai Dallas Cowboys. Al college ha giocato a football alla East Carolina University.

## Carriera professionistica

### Dallas Cowboys
Harris fu scelto nel corso del sesto giro del Draft 2011 dai Dallas Cowboys. Nella sua stagione da rookie disputò sette partite, nessuna delle quali come titolare. Nella settimana 10 della stagione 2012 segnò il suo primo touchdown su ritorno da punt da 84 yard nella settimana 10 contro i Philadelphia Eagles, venendo premiato come miglior giocatore degli special team della NFC della settimana. Due settimane dopo contro i Washington Redskins ricevette 4 passaggi per 71 yard. Nella sua seconda stagione terminò secondo nella NFL per media di yard guadagnate per ritorno da punt (16,1).
Nella settimana 9 della stagione 2013, Harris ricevette da Tony Romo il passaggio da touchdown della vittoria a 35 secondi dal termine contro i Minnesota Vikings.

### New York Giants
Il 10 marzo 2015, Harris firmò un contratto quinquennale del valore di 17,5 milioni di dollari con i New York Giants. Nel settimo turno, contro i suoi ex compagni dei Cowboys, ritornò un kickoff per 100 yard in touchdown nel finale di partita, dando la vittoria alla sua squadra e venendo premiato per la seconda volta in carriera come giocatore degli special team della settimana. Sette giorni dopo segnò un primato personale di 2 touchdown su ricezione nella sconfitta contro i Saints.
Nel 2016, Harris fu convocato per il primo Pro Bowl in carriera come special teamer della NFC.

## Palmarès
- Convocazioni al Pro Bowl: 1

2016
- Giocatore degli special team della NFC della settimana: 2

10ª del 2012, 7ª del 2015

## Statistiche
| Partite totali         | 52  |
| Partite da titolare    | 3   |
| Ricezioni              | 33  |
| Yard su ricezione      | 418 |
| Touchdown su ricezione | 3   |

Statistiche aggiornate alla stagione 2014